# Centurion (Südafrika)

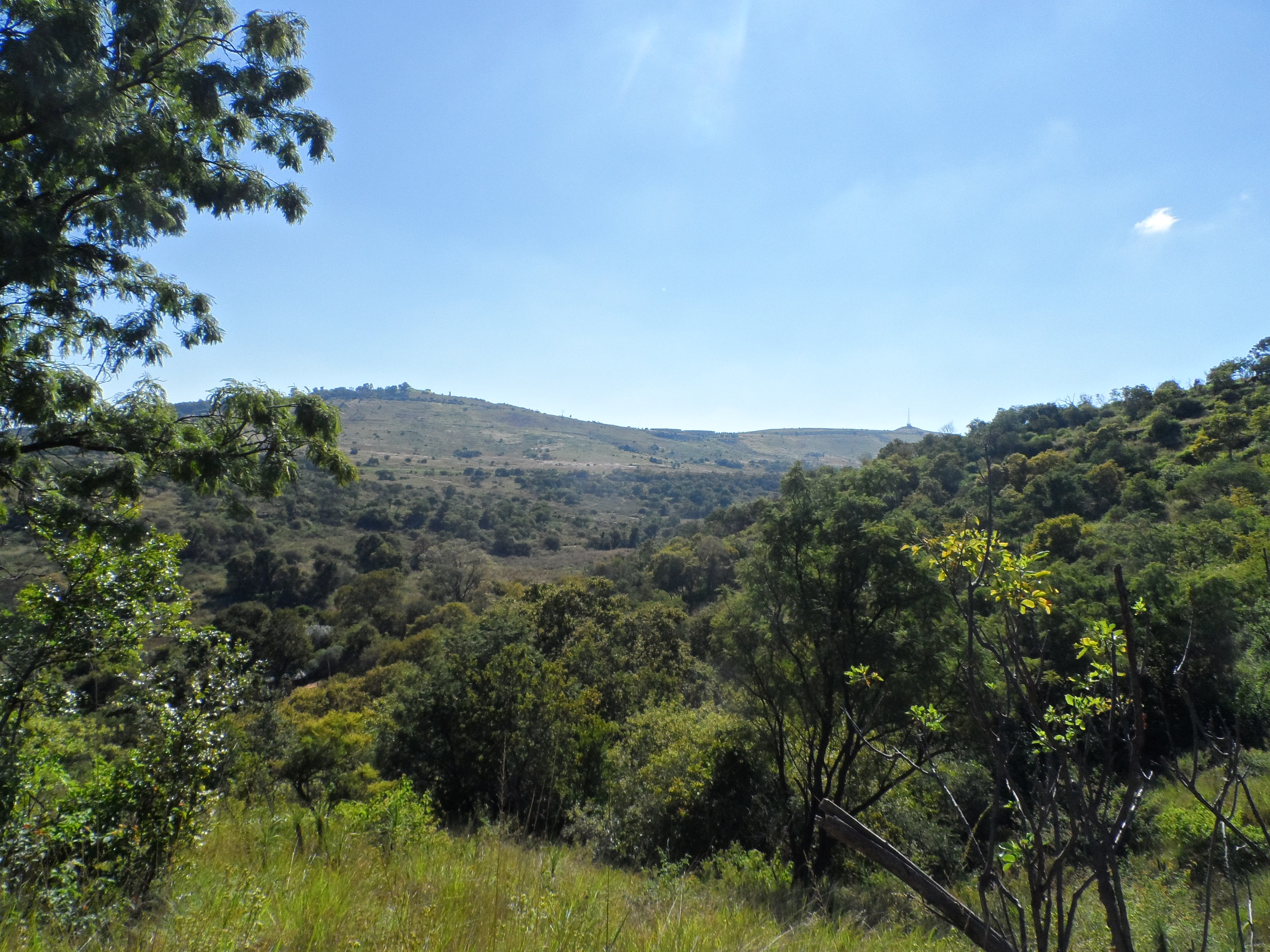
Teilansicht des Groenkloof Nature Reserve

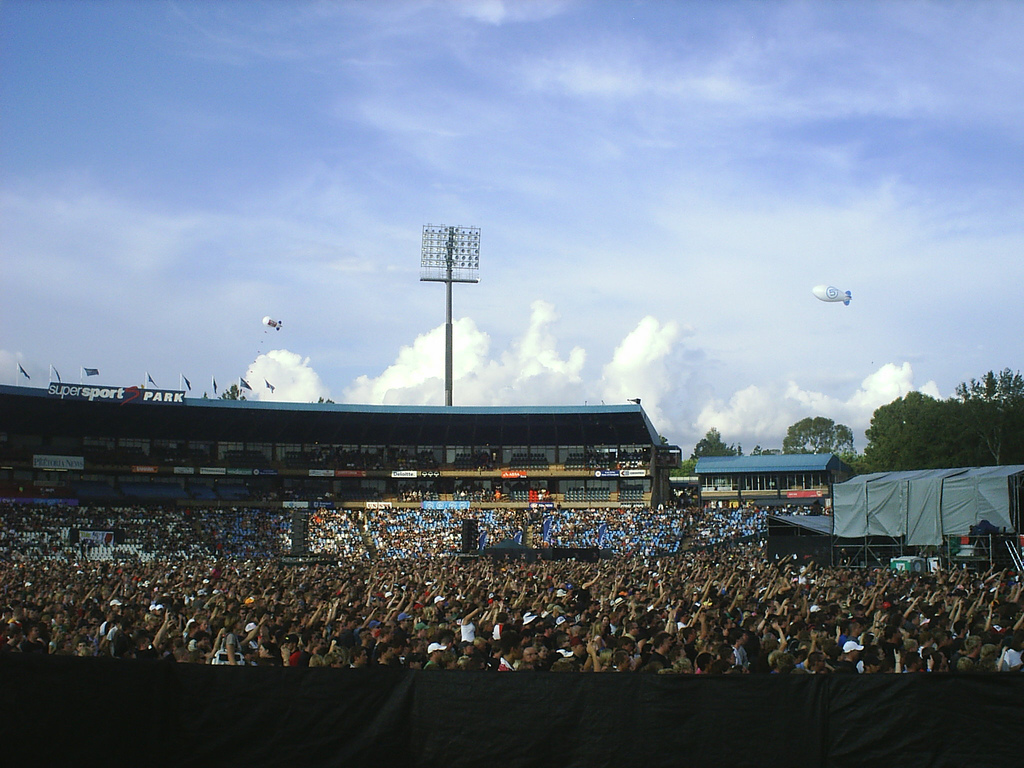
Das Cricket-Stadion SuperSport Park

Centurion (ehemals Irene, Lyttelton, später Verwoerdburg) ist eine Stadt in der südafrikanischen Provinz Gauteng. Sie gehört zur Metropolgemeinde Tshwane.

## Geographie
Centurion hatte 2011 laut Volkszählung 236.580 Einwohner in 84.133 Haushalten auf einer Fläche von 394,9 km². Der Ort liegt im Ballungsraum zwischen der Landeshauptstadt Pretoria und Midrand, das zur Metropolgemeinde Johannesburg gehört. Der Hennops (afrikaans Hennopsrivier) fließt durch das Zentrum von Centurion und ist dort zu einem See aufgestaut. Am südöstlichen Ortsrand, wo er am Zusammenfluss von Kaal Spruit und Sesmyl hervorgeht, befinden sich in den Grünzonen seines linken Ufers Golfplätze.

## Geschichte
1841 gründeten mehrere Mitglieder der Familie Erasmus Farmen im heutigen Gebiet von Centurion. Mehrere der heutigen Vororte wurden nach ihnen benannt. 1889 kaufte Alois Hugo Nelmapius Teile der Farm Doornkloof und benannte sie nach seiner Tochter Irene. Im Zweiten Burenkrieg wurde hier 1901 das Konzentrationslager Irene Concentration Camp errichtet. Bis zu 5500 Buren waren hier inhaftiert. 1249 von ihnen starben, darunter rund 1000 Kinder. 1902 wurde ebenfalls auf dem Gelände von Doornkloof der Ort Irene gegründet. Der spätere südafrikanische Premierminister Jan Smuts erwarb die Farm und starb dort im Jahre 1950.
1904 wurde die Siedlung Lyttelton auf dem Gebiet der Farm Droogegrond gegründet. 1962 wurden Clubview, Doornkloof, Eldoraigne, Irene, Kloofsig und Lyttelton sowie einige Farmgebiete unter dem gemeinsamen Namen Lyttelton zusammengefasst und erhielten 1964 das Stadtrecht. 1967 wurde die Stadt nach dem im Vorjahr ermordeten Präsidenten Hendrik Frensch Verwoerd in Verwoerdburg umbenannt. Am 28. Juni 1995 wurde sie nach dem Ende der Apartheid erneut umbenannt.
Sie erhielt den Namen Centurion nach dem Cricket-Stadion Centurion Park, das später SuperSport Park genannt wurde. Mehrere Townships und einige Stadtteile von Pretoria wurden nach Centurion eingemeindet. Die Stadt wuchs schnell. Zahlreiche neue Unternehmen und Einkaufszentren entstanden.
Centurion wurde im Jahr 2000 Teil der neugeschaffenen City of Tshwane Metropolitan Municipality und ist dort auf Basis des Local Government Municipal Structures Act of 1998 mit dem Status eines „metropolitan subcouncil“ vertreten.

## Wirtschaft und Verkehr
Die Luftwaffenstützpunkte Swartkop und Waterkloof der South African Air Force liegen in Centurion. 2006 wurde mit Hilfe der Europäischen Union das Centurion Aerospace Village (CAV) gegründet, das die Luftfahrtindustrie Südafrikas bündeln soll.
In der Stadt befindet sich der Standort des Unternehmensbereichs Denel Land Systems der Denel-Gruppe, der ursprünglich den Namen Lyttelton Engineering Works (afrikaans: Lyttelton Ingenieurswerke, LIW) trug, ein weit bekannter Rüstungsbetrieb, der seit 1968 unter Führung von Armscor operierte.
Die African Metal Corporation (AMCOR) erschloss bei dem Ort durch Steinbrüche eine Dolomitlagerstätte, deren Rohprodukte an die Stahlindustrie geliefert wurden.
Centurion liegt nahe der Kreuzung der Nationalstraßen N1 und N14. Die Station Centurion wird vom Nahverkehrssystem Gautrain bedient. Die Nahverkehrszüge der Metrorail Gauteng, die zwischen Johannesburg und Pretoria verkehren, halten innerhalb Centurions in Irene, Centurion, Sportpark und Kloofsig.

## Sehenswürdigkeiten
- Die Luftwaffe unterhält das South African Air Force Museum.
- Der Friedhof des Konzentrationslagers mit 576 Grabsteinen ist erhalten.
- Im ehemaligen Township Olievenhoutbosch gibt es eine Koi-Zuchtfarm und ein Kulturzentrum der Ndebele.[7]
- Doornkloof Farm, ehemaliges Wohnhaus des Generals und Politikers Jan Christiaan Smuts und nun ein Museum.
- Groenkloof Nature Reserve, ein Naturschutzgebiet am nördlichen Rand von Centurion[10]

## Sport
Der SuperSport Park ist eines von Südafrikas Test-Cricket-Stadien und eines der Heimstadien der südafrikanischen Cricket-Nationalmannschaft. Das Stadion war unter anderem einer der Austragungsorte des Cricket World Cup 2003 und der Champions Trophy 2009. In der Nähe der Stadt befindet sich auch die permanente Motorsportrennstrecke Zwartkops Raceway.

## Persönlichkeiten
- Aiden Markram (* 1993), Cricketspieler
- Mckyla van der Westhuizen (* 2004), Speerwerferin